# FASER (expérience)

Site du Large Hadron Collider (LHC),
ci-dessous les expériences du LHC :
ATLAS : détecteur de particules par plusieurs couches concentriques de calorimètres,
CMS : solénoïde compact à muons,
LHCb : mesures des asymétries entre matière et antimatière,
ALICE : détecteur d'interactions entre ions lourds,
TOTEM : « télescope » mesurant la section efficace entre deux protons à 14 TeV,
LHCf : étude des particules produites « vers l'avant », afin de simuler les effets des rayons cosmiques,
MoEDAL : recherche du monopôle magnétique,
FASER : expérience de recherche avancée,
ci-dessous les préaccélérateurs :
p et Pb : accélérateurs linéaires pour protons (linac2) et pour ions lourds (linac3),
PSB (non représenté) : Proton Synchrotron Booster,
PS : Proton Synchrotron,
SPS : Super Proton Synchrotron

FASER (ForwArd Search ExpeRiment) est l'une des huit expériences de physique des particules au Large Hadron Collider au CERN. Elle est conçue à la fois pour rechercher de nouvelles particules élémentaires légères faiblement couplées, et pour étudier les interactions des neutrinos de haute énergie. 
L'expérience est située dans le tunnel de service TI12, à 480 m en aval du point d'interaction utilisé par l'expérience ATLAS. Ce tunnel était autrefois utilisé pour injecter le faisceau du SPS dans l'accélérateur LEP, mais n'héberge actuellement aucune infrastructure LHC. À cet endroit, l'expérience FASER est placée dans un faisceau intense et fortement collimaté de neutrinos ainsi que d'éventuelles nouvelles particules. De plus, il est protégé d'ATLAS par environ 100 mètres de roche et de béton, offrant un environnement peu perturbé. L'expérience FASER a été approuvée en 2019 et devrait recueillir des données depuis 2021 , . 

## Nouvelles recherches en physique
Le principal objectif de l'expérience FASER est de rechercher de nouvelles particules légères et interagissant faiblement, qui n'ont pas encore été découvertes, comme celles de l'énergie sombre, les particules de type axion et les neutrinos stériles , . Si ces particules sont suffisamment légères, elles peuvent être produites dans de rares désintégrations de hadrons. Ces particules seront donc principalement produites dans la direction « vers l'avant » le long de l'axe de collision, formant un faisceau fortement collimaté, et peuvent hériter d'une grande partie de l'énergie du faisceau de protons du LHC. De plus, en raison de leurs faibles couplages avec les particules du modèle standard et de leurs grandes impulsions, ces particules ont une longue durée de vie et peuvent facilement parcourir des centaines de mètres sans interagir avant de se désintégrer en particules du modèle standard. Ces désintégrations conduisent à un signal spectaculaire correspondant à l'apparition de particules hautement énergétiques, que FASER vise à détecter.

## Physique des neutrinos
Le LHC est le collisionneur de particules à plus haute énergie construit à ce jour, et donc aussi la source des neutrinos les plus énergétiques créés dans un environnement de laboratoire contrôlé. Les collisions au LHC entraînent un flux important de neutrinos de haute énergie de toutes les saveurs, qui sont fortement collimatés autour de l'axe de collision du faisceau et qui traversent l'emplacement FASER. Le sous-détecteur dédié FASERν est conçu pour détecter ces neutrinos . Il enregistrera et étudiera des milliers d'interactions neutrino, ce qui permet de mesurer les sections efficaces des neutrinos aux énergies TeV où elles ne sont actuellement pas connues. 

## Détecteur

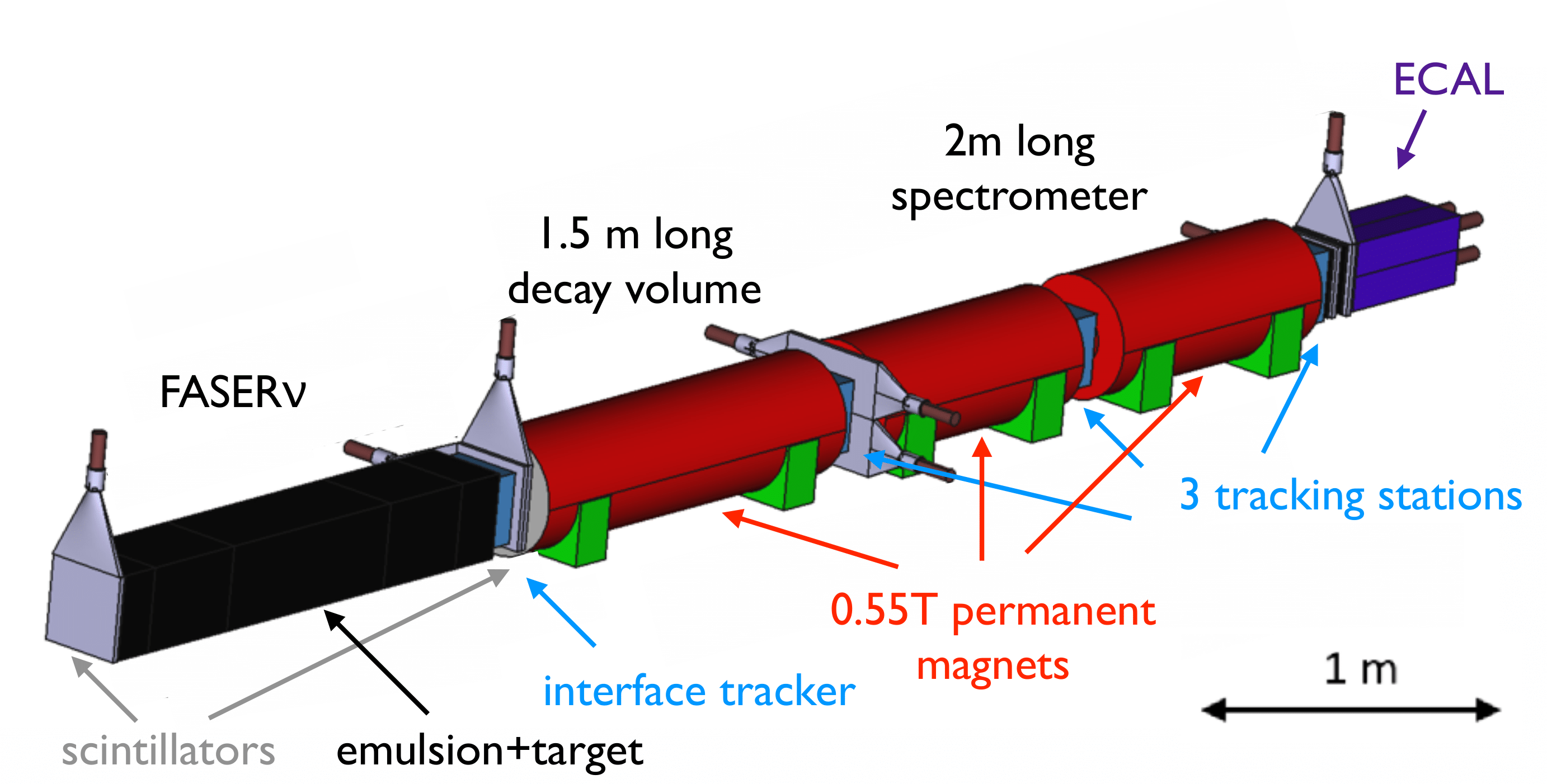
Disposition du détecteur FASER

Le détecteur de neutrinos FASERν se trouve à l'extrémité avant de FASER. Il se compose de nombreuses couches de films d'émulsion entrelacées avec des plaques de tungstène comme matériau cible pour les interactions des neutrinos. Derrière FASERν et à l'entrée du détecteur principal se trouve un capteur de particules chargées composé de scintillateurs en plastique ,. Ceci est suivi d'un volume de désintégration vide de 1,5 mètre de long et d'un spectromètre de 2 mètres de long, qui sont placés dans un champ magnétique de 0,55 T. Le spectromètre se compose de trois niveaux de repérage, composés de couches de détecteurs de précision en bande de silicium, pour détecter les particules chargées produites lors de la désintégration des particules à longue durée de vie. À la fin se trouve un calorimètre électromagnétique. 